# Virus Mayaro
Virus Mayaro (také MAYV) je virus, spadající do rodu Alphaviru čeledě Togaviridae, jehož přenašeči jsou komáři rodu Haemagogus. Epicentrem jeho výskytu je převážně oblast Latinské Ameriky, či přilehlých Karibských oblastí (např. Haiti). Byl objeven roku 1954 v Trinidadu a je podobný viru chikungunya.

## Inkubační doba
Inkubační doba činí 1-2 týdny.

## Klinické příznaky
K hlavním symptomům u nakažených lidí patří zejména horečka, bolesti svalů a kloubů, bolesti hlavy a očí, či kožní vyrážka. Mohou se objevit ale i např. bolesti břicha, pocity zvracení a mdloby.

## Zvířecí vektor
Některé druhy jihoamerických opic jsou imunní proti tomuto viru, tj. mají vyšší procento protilátek, a lze je považovat za přenašeče.